# ماثيو دبليو. بران
ماثيو دبليو. بران (بالإنجليزية: Matthew W. Brann)‏ هو قاضي ومحامي أمريكي، ولد في 25 يوليو 1965 في إلميرا في الولايات المتحدة.